# 1340-е годы
1340-е (ты́сяча три́ста сороковы́е) го́ды по юлианскому календарю — промежуток времени с 1 января 1340 года по 31 декабря 1349 года, включающий 1340 год 4-го десятилетия   и с 1341 по 1349 годы    5-го десятилетия XIV века 2-го тысячелетия.  Они закончились 676 лет назад.

## Важнейшие события
- Чёрная смерть. В Европе (1346—1353).
- Столетняя война (1337—1453). Битва при Креси (1346).
- Распад Чагатайского улуса на западную (1340-е — 1370) и восточную (1347—1462) части.
- Война за галицко-волынское наследство (1340—1392).
- Гражданская война в Византии (1341—1347).
- Война за бретонское наследство (1341—1364).
- Шведский крестовый поход (1348—1349; Шведско-новгородские войны).

## Культура
- Основание Троице-Сергиевой лавры Сергием Радонежским (1337/1342).
- Основание собора Святого Вита (1344).